# Piotr z Bogorii (zm. ok. 1287)
Piotr Bogoria ze Skotnik (zm. ok. 1287 roku) – syn Wojciecha herbu Bogoria. Możnowładca z czasów Bolesława Wstydliwego i Leszka Czarnego. Należał do rodu Bogoriów, którego gniazdem rodowym były Skotniki koło Sandomierza.

## Życiorys
Sprawował urzędy kasztelana wiślickiego oraz w latach 1279-1282 wojewody krakowskiego.
23 lutego 1280 w bitwie pod Goźlicami, niedaleko Koprzywnicy, wraz z wojewodą sandomierskim Januszem Starżą, na czele ok. 600 rycerzy z województw krakowskiego i sandomierskiego rozbił wojska tatarsko-ruskie księcia halicko-włodzimierskiego Lwa liczące ok. 6 000 wojowników.

## Potomstwo
Piotr pozostawił liczne potomstwo, które stanowiło jądro elity możnowładczej za panowania ostatnich Piastów:
- Wojciech Bogoria – wojewoda sandomierski
- Mikołaj Bogoria – wojewoda krakowski
- Jarosław z Bogorii i Skotnik – arcybiskup gnieźnieński
- N. Bogoria ze Skotnik – matka arcybiskupa gnieźnieńskiego Janusza Suchywilka
- N. Bogoria ze Skotnik – żona kasztelana krakowskiego Pakosława z Mstyczowa